# Guerrero (Coahuila)
Guerrero ist das administrative Zentrum des gleichnamigen Municipio Guerrero im mexikanischen Bundesstaat Coahuila.
Es hatte, laut der Volkszählung im Jahr 2010, 959 Einwohner.
Im Juni 2011 wurden in Guerrero in 20 Gruben 1.314 verkohlte Knochenstücke gefunden. Auch Patronenhülsen, Kleidungsstücke, Münzen und Teile von Armbanduhren fanden sich darin. Es handelt sich wahrscheinlich um Opfer des Drogenkriegs in Mexiko.